# 罗伯特·波义耳
罗伯特·波义耳（1627年1月25日—1691年12月31日），又译波意耳、博伊尔，盎格鲁爱尔兰裔自然哲学家、神学家、炼金术师、化学家、物理学家与发明家，被认为是现代实验科学方法与现代化学的奠基人之一。虽然他的化学研究仍然带有炼金术色彩，但他的代表作《怀疑派的化学家》一书仍然被视作化学史上的里程碑。

## 早与求学
罗伯特·波义耳生于爱尔兰沃特福德郡的利兹莫尔城堡，是第一代科克伯爵理查·波义耳的第七子。理查·波义耳于1588年来到都柏林，到了罗伯特出生时，他已经拥有了很多地产。波义耳的母亲凯瑟琳·芬顿，是英国作家杰弗里·芬顿的女儿。和他的哥哥们一样，波义耳自被寄养在当地人家，很快学会了爱尔兰语，四岁时就曾给父亲当作爱尔兰语翻译。
随后他在家庭教师的教育下，学习了拉丁语、希腊语和法语。波义耳八岁时母亲去世，他随后被送入伊顿公学学习，他父亲的朋友亨利·沃顿爵士当时正担任伊顿公学的教务长。波义耳在伊顿公学期间不喜欢参加体育锻炼，常常生病。理查·波义耳为他请了一位家庭教师教授爱尔兰语，但实际上这位家庭教师多数时间都在教授波义耳法语。三年之后，波义耳在法国家庭教师陪伴下出国学习，在日内瓦度过了两年。1641年前往意大利佛罗伦萨，研究伽利略的天文学著作与实验，以及伽利略悖论。

## 科学研究与发现

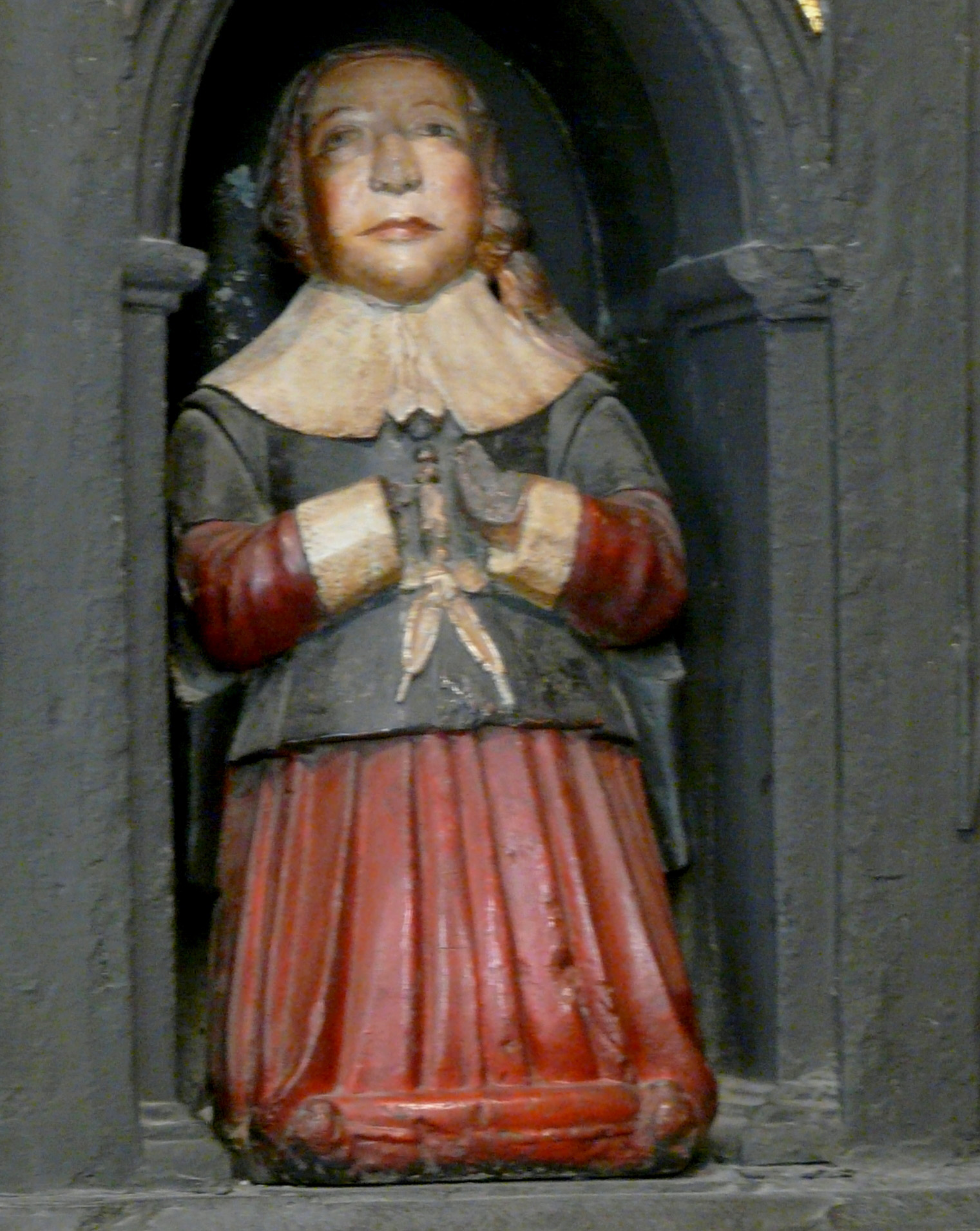
波义耳父母墓上的雕塑，被认为是波义耳

1641年爱尔兰起义让理查·波义耳的诸多地产化为乌有，1643年他去世，为罗伯特·波义耳留下了位于英格兰多塞特郡的庄园和爱尔兰利默里克郡的地产。翌年，波义耳从欧洲大陆回到英格兰，照看庄园的同时开始了自己的科学研究。1645年，波义耳应邀加入了一个科学社团——“哲学学会”（又称无形学院）这一社团成员常常在伦敦的格雷沙姆学院或是牛津大学聚会交流。
1647年开始，波义耳时而会回到爱尔兰照看庄园，并于1652年迁居爱尔兰。他在爱尔兰感到十分苦恼，因为当地条件所限，很难开展化学研究，他曾在信里抱怨道：“这个未开化的地方存在着大量对化学的误解，难以获得化学仪器，以至于在此处甚至无法怀有任何高深的思想（原文：‘Hermetic thoughts’）。”。1648年克伦威尔任命威尔金斯主持对牛津大学的改革，威尔金斯邀请波义耳到牛津去工作。1654年波义耳前往牛津大学，在自己的祖传领地上建立了实验室，聘请罗伯特·胡克为助手开始对气体和燃烧进行研究。
1657年他在罗伯特·胡克的辅助下对奥托·冯·格里克发明的气泵进行改进。1659年制成了“波义耳机器”和“风力发动机”。接下来他用这一装置对气体性质进行了研究，并于1660年发表对这一设备的研究成果。这一论文遭到以弗朗西斯·莱恩为代表的科学家的反对，为了反驳异议，波义耳阐明了在温度一定的条件下气体的压力与体积成反比的这一性质。法国物理学家马略特得到了同样的结果，但是一直到1676年才发表。于是在英语国家，这一定律被称为波义耳定律，而在欧洲大陆则被称为马略特定律。

## 神学研究与晚年
1689年后波义耳本来健康就不是很好情況的继续恶化，他退出了一切社会活动，结束了与皇家学会的关系，公开对不能接待来访者进行道歉。在这种闲居中，他打算整理思想和文章，并希望从事一些秘密的传给后人的化学研究。1691年12月31日，他姐姐去世后仅仅一周，波义耳去世。葬于圣马田教堂墓地，按照他的遗嘱，他捐赠自己写的关于上帝存在讨论的演讲稿，以供后来学者进行讨论，并设立波义耳课程，供学者讲授基督教信仰和自然哲学的关系。